# Polska Konfederacja Pracodawców Prywatnych Lewiatan

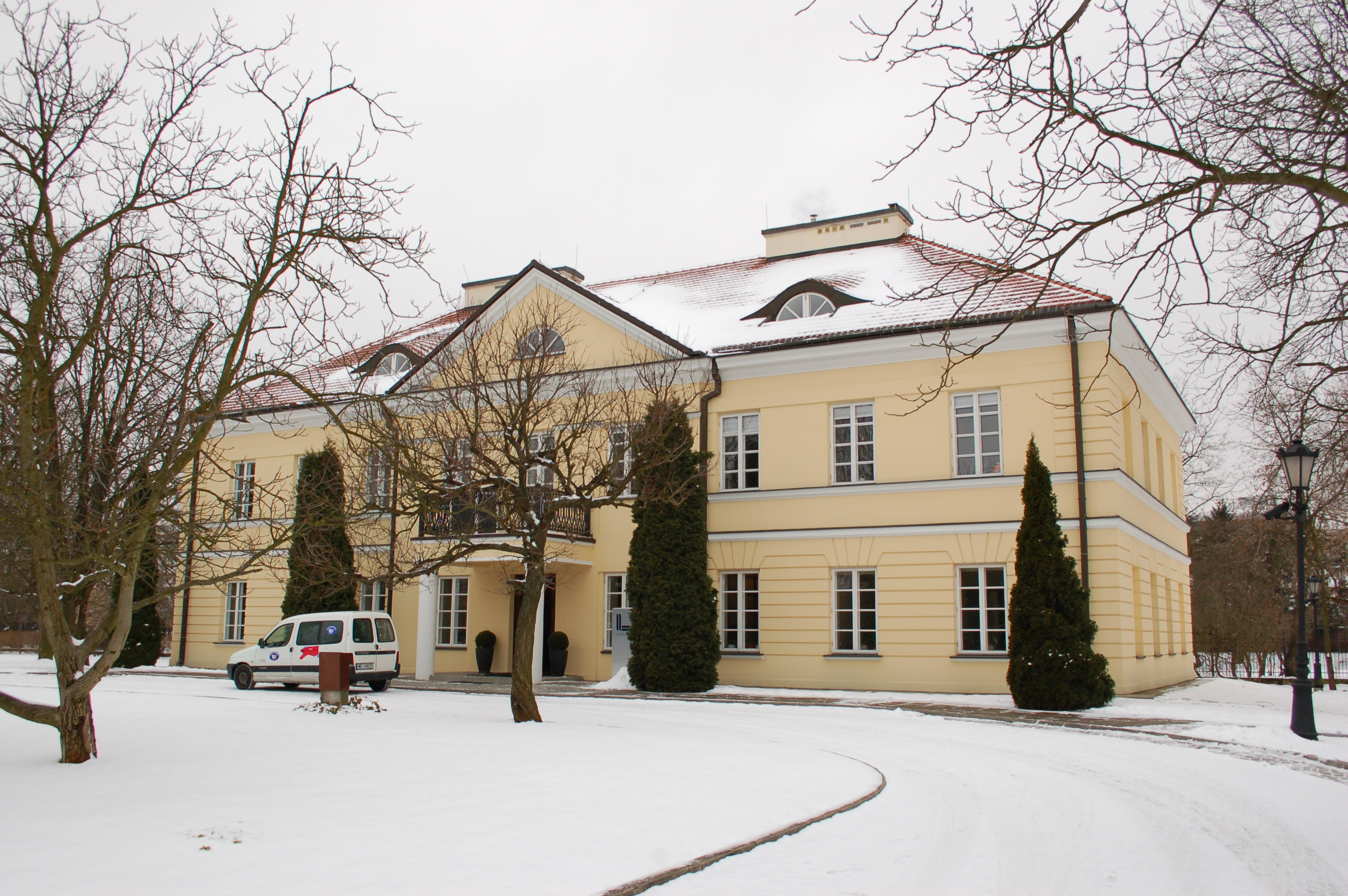
Sitz des Verbandes ist seit 2012 das Palais Sielce im Warschauer Stadtteil Mokotów

Die Polska Konfederacja Pracodawców Prywatnych Lewiatan (Abkürz.: PKPP Lewiatan; deutsch: Polnische Konföderation privater Arbeitgeber Lewiatan) ist eine Nichtregierungsorganisation in Polen. Sie wurde am 7. Januar 1999 in Warschau gegründet und vertritt als Arbeitgeberverband die Interessen privater polnischer Unternehmen. Gründungspräsidentin war  Henryka Bochniarz, seit 2019 ist es Maciej Witucki. Vorsitzender des Aufsichtsrates (Rada Główna) ist der Kosmetikunternehmer Henryk Orfinger. Mitglieder sind je rund 30 regionale und Branchenverbände, die etwa 3.500 Unternehmen vertreten. Außerdem sind etwa 25 Unternehmen (wie die polnischen Tochterunternehmen von Boeing, Dell, Google, Philip Morris, Orange, Siemens oder Tesco) der Organisation direkt beigetreten; insgesamt werden so Unternehmen mit 700.000 Arbeitsplätzen vertreten. In Polen gehört der Spitzenverband seit dem Jahr 2001 zu der trilateralen Kommission für sozialwirtschaftliche Angelegenheiten (Trójstronna Komisja do Spraw Społeczno-Gospodarczych), in der er auch als Tarifvertragspartei vertreten ist. PKPP Lewiatan ist das einzige polnische Mitglied des europäischen Arbeitgeberverbandes Businesseurope.
Der Verband verleiht jährlich zwei Auszeichnungen. Ein nach Andrzej Wierzbicki benannter Preis wird an einen erfolgreichen Unternehmer verliehen, der sich über das eigene Unternehmen hinaus für gesellschaftliche Belange engagiert. Die Władysław-Grabski-Auszeichnung ehrt eine Person, die in einem öffentlichen Amt wesentliche Anstöße zur Weiterentwicklung der polnischen Wirtschaft und des Unternehmertums gegeben hat.